# Gain (Zeitschrift)
Gain (Eigenschreibweise GAIN, von Games Inside) war eine von 2017 bis Anfang 2024 quartalsweise erscheinende deutsche Print-Zeitschrift zum Thema Computerspiele und Videospielkultur. Das von Gründer Michal Hejzner herausgegebene, werbefreie und unabhängige Magazin veröffentlichte Essays, Reportagen und Interviews ehrenamtlicher Autoren und Redakteure.
Am 3. Juli 2023 gab die Redaktion nach 20 Ausgaben in sechs Jahren ehrenamtlicher Arbeit und einem hinter den Erwartungen zurückgebliebenen Relaunch die Einstellung des Projekts bekannt. Der Arbeitsaufwand sei zu hoch und die Verkaufszahlen enttäuschend gewesen. Eine letzte 21. Ausgabe erschien im Februar 2024.

## Inhalt
Während in der Aufmachung des etwa 90 bis 100 Seiten pro Ausgabe umfassenden Magazins im Art-Size-Format Wert auf Layout und besondere Haptik durch hochwertiges Papier gelegt wurde, fokussierte man sich inhaltlich auf den „künstlerischen Ausdruck, gesellschaftliche Kritik und politische Aussagen“ im Zusammenhang mit Videospielen aller Plattformen. So erschienen Ausgaben mit den Titelthemen „Rechtsextremismus in Gaming Communitys“, „Barrierefreies Gaming“ oder „Psychische Erkrankungen in Videospielen“. Ausgewählte Artikel wurden auch online veröffentlicht, mitunter jedoch deutlich später als in der Print-Ausgabe.
In Themen und Aufmachung war Gain vergleichbar mit GEE, Retro Gamer und Return, auch die deutschsprachigen Online-Magazine Wasted, Spielevertiefung, Superlevel und OK COOL hätten eine ähnliche Zielgruppe. Verwandte Inhalte würden inzwischen ebenfalls durch zahlreiche digital veröffentlichte Podcasts abgedeckt, wie auch das Magazin selbst unter dem Titel Gain Insight einen publizierte. 2019 wurde Gain mit dem German Design Award in der Kategorie „Exzellentes Kommunikationsdesign“ für sein „klares, übersichtliches und lesefreundliches Design“ ausgezeichnet. 2020 war es erneut nominiert. PC Games nannte das Projekt „ambitioniert“, GamesMarkt das Layout „ansprechend“. Gain trat auch als Sponsor im E-Sport auf.